# Verhandeling over de hervorming van de Florentijnse staat na de dood van Lorenzo
Verhandeling over de hervorming van de Florentijnse staat na de dood van Lorenzo (Discorso sopra il riformare lo Stato di Firenze dopo la morte di Lorenzo) is een politiek werk van de Florentijn Niccolò Machiavelli uit 1520. Toen Lorenzo II de' Medici stierf in mei 1519, nam kardinaal Giulio de' Medici, de latere paus Clemens VII, het roer over in Florence. In juni vroeg de kardinaal aan Machiavelli om advies uit te brengen over de toekomst van de Florentijnse staat.
Machiavelli vergeleek eerst alle bestuursvormen die Florence tot dan toe gekend had, van de oligarchie van Moro degli Albizzi tot en met de Florentijnse Republiek van Piero Soderini. Hij kwam tot de conclusie dat ze allemaal instabiel geweest waren. Er vloeide wanorde voort uit de herhaaldelijke constitutionele wijzigingen tussen republiek en vorstendom. Hij vertrouwde daarom de onbeperkte macht toe aan de Medici. Paus Leo X en kardinaal Giulio de' Medici moesten tot het einde van hun leven de echte machthebbers van Florence blijven. Ze hadden de politieke bekwaamheden en moesten de belangrijke ambtenaren blijven kiezen.
Tegelijk wilde Machiavelli Florence in de richting van een gemengde republiek sturen. In een stad als Florence, waar alle burgers gelijk waren, kon op den duur alleen een republiek in aanmerking komen waarin elk van de drie maatschappelijke lagen (boven, midden en onder) aan het bestuur zou deelnemen. De Grote Raad (volksvergadering) moest hersteld worden en zou dan alle magistraten kiezen. In de Signoria (regering) kreeg de bovenlaag 80% van de mandaten, de middenlaag 20%. In de Raad der Verkozenen (parlement) kreeg de middenlaag 80% van de mandaten, de onderlaag 20%. Dat systeem zou pas na de dood van de beide Medici volledig in werking treden. Machiavelli vertelde nergens hoe de macht aan de Medici-dynastie ontnomen moest worden na de dood van Leo en Giulio.
De alruinwortel · Belfagor · Clizia · Descrizione del modo tenuto dal Duca Valentino nell' ammazzare Vitellozzo Vitelli, Oliverotto da Fermo, il Signor Pagalo e il Duca di Gravina Orsini · Florentijnse geschiedenissen · De krijgskunst · Het leven van Castruccio Castracani · Verhandeling over de hervorming van de Florentijnse staat na de dood van Lorenzo · Verhandelingen over de eerste tien boeken van Titus Livius · De vorst